# Josef Pelz von Felinau
Josef Pelz von Felinau (* 24. Oktober 1895 in St. Pölten; † 15. Februar 1978 in West-Berlin) war ein Schriftsteller, Schauspieler, Drehbuch- und Hörspielautor.

## Leben

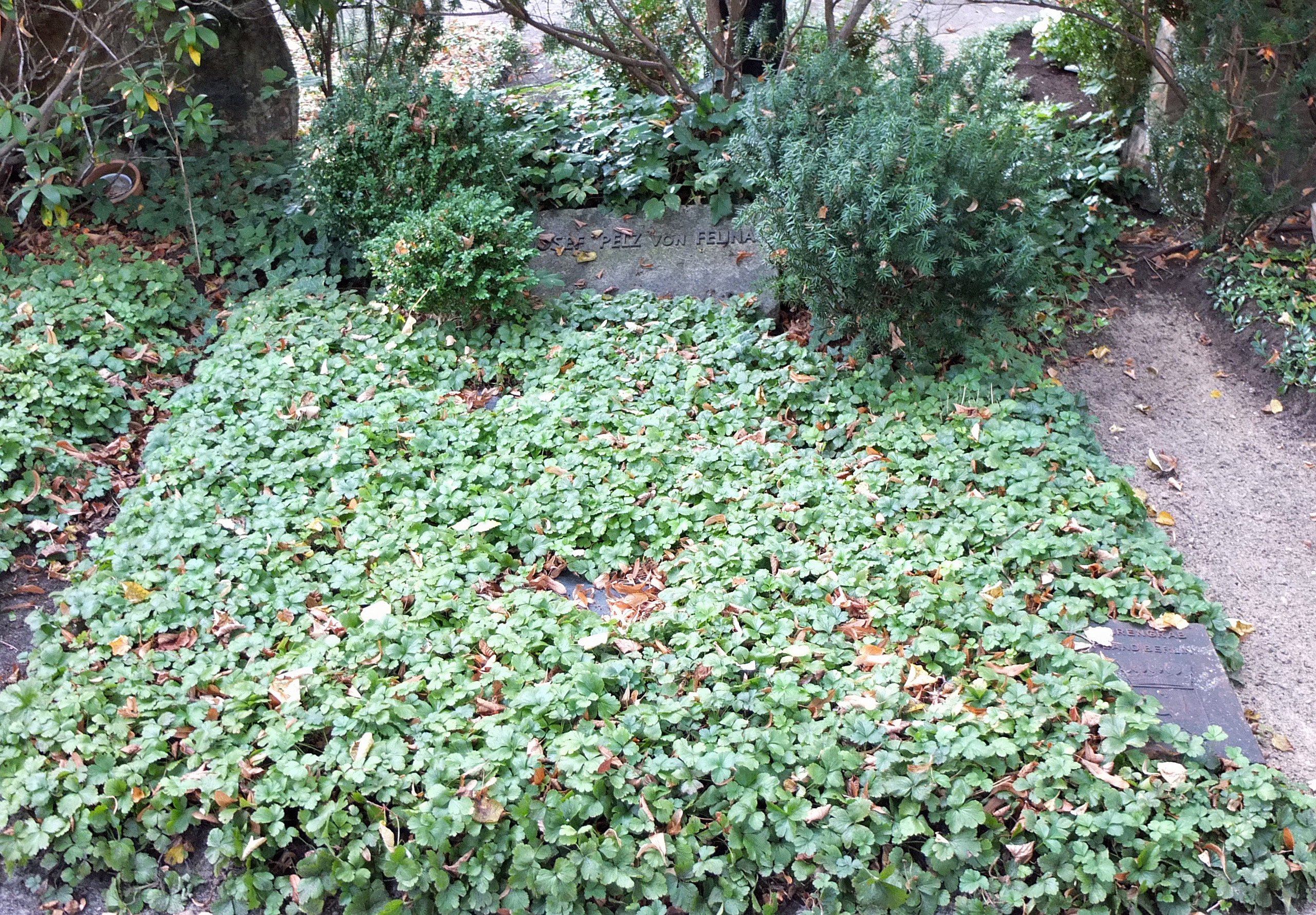
Ehrengrab von Josef Pelz von Felinau auf dem Friedhof Heerstraße in Berlin-Westend

Josef Pelz von Felinau stammte aus einer mährischen Familie. Sein Großvater Joseph Pelz wurde von Kaiser Franz-Josef I. 1879 in den Adelsstand erhoben und hieß dann Joseph Pelz Ritter von Felinau. Sein Enkel Josef besuchte in Wien die Militärakademie und nebenbei das Konservatorium. Er arbeitete dann kurze Zeit als Decksoffizier bei der Handelsmarine Österreichs. Etwa 1915 schrieb er ein umfangreiches Gedicht mit dem Titel Der Untergang der Titanic. Im Vorwort des Heftes gab er an, an Bord der Carpathia, des Rettungsschiffs der Titanic-Überlebenden, gewesen zu sein. Diese Behauptung des damals ca. 20-Jährigen, die wahrscheinlich nur dazu diente, sein Buch interessanter zu machen, verfolgte ihn den Rest seines Lebens. Später war ihm das sehr peinlich. 
Nachdem er den Dienst bei der Schifffahrt quittiert hatte, zog er mit selbstverfassten dramatischen Gedichten auf Tournee durch Österreich und später durch Deutschland. Er war damit sehr erfolgreich (z. B. mit Der Untergang der „Titanic“. Ein melodramatisches Epos.).
Nach der Abschaffung der Adelstitel in Österreich nach dem Ersten Weltkrieg nannte sich Josef Pelz Ritter von Felinau vorübergehend Josef Pelz-Felinau und nach seiner Übersiedlung nach Berlin (1922) Josef Pelz von Felinau. In Berlin trat er in Kabaretts auch mit Kurt Tucholsky und Erich Kästner auf, hatte sein erstes Hörspiel (damals eine neue Gattung) im Februar 1925 im Vox-Haus Berlin und ging auf Gastspielreisen. Ab 1930 schuf er ganze Hörspielserien über berühmte Musiker.
1936 schrieb er sein Buch Titanic. Die Tragödie eines Ozeanriesen. Dieses erhielt 1939, 1944 und 1950 veränderte Textfassungen. In der Fassung von 1939 tritt Hitlers Leibarzt Theo Morell als Schiffsarzt auf; der Zweite Offizier ist ein Deutscher namens Max Dittmar-Pittmann. Der Roman wurde in verschiedene Sprachen übersetzt.
Nach dem Zweiten Weltkrieg schuf er Hörspiele über berühmte Wissenschaftler und russische Entdecker und Forscher. Am 28. November 1950 sendete der Südwestfunk Baden-Baden erstmals sein Hörspiel Titanic.
Er schuf Hunderte von Hörspielmanuskripten, die sich samt einigen daraus entstandenen Tonaufnahmen heute im Deutschen Rundfunkarchiv befinden.
Josef Pelz von Felinau starb im Februar 1978 im Alter von 82 Jahren in Berlin. Sein Grab befindet sich auf dem landeseigenen Friedhof Heerstraße in Berlin-Westend. Auf Beschluss des Berliner Senats ist die letzte Ruhestätte von Josef Pelz von Felinau (Grablage: 8-B-1/2) seit 2004 als Ehrengrab des Landes Berlin gewidmet. Die Widmung gilt für die übliche Frist von zwanzig Jahren, kann anschließend aber verlängert werden.
Pelz von Felinau war verwandt mit dem Schauspieler Hans Brausewetter. Über die Linie Brausewetter war er ebenfalls verwandt mit dem Meeresforscher Hans Hass.

## Hörspiele
- 1947: Friedrich Karl Kaul: Mord – Regie (Berliner Rundfunk)
- 1947: Erich Kästner: Ringelspiel 1947 – Regie: Hanns Korngiebel (RIAS Berlin)
- 1948: Stefan Zweig: Volpone – Regie: Hans Farenburg (Berliner Rundfunk)
- 1948: Herman Melville: Der Blitzableitermann – Regie: Nicht bekannt (RIAS Berlin)
- 1951: V. R. Becker, Shelagh Fraser: Sechs im ersten Rang (Oberst Bolganow) – Regie: Karl Metzner (RIAS Berlin)
- 1966: Horst Eifler und Ruprecht Kurzrock: Das Geheimnis des singenden Hauses – Regie: Ulrich Gerhardt (RIAS Berlin)